# Ireland Women’s Tri-Nation Series 2022
Die Ireland Women’s Tri-Nation Series 2022 war ein Drei-Nationen-Turnier, das vom 16. bis zum 24. Juli 2022 in Irland im WTwenty20-Cricket ausgetragen wurde. Bei dem zur internationalen Cricket-Saison 2022 gehörenden Turnier nahmen neben dem Gastgeber die Mannschaften aus Australien und Pakistan teil. Als Sieger ging Australien aus dem Turnier hervor.

## Vorgeschichte
Irland spielte zuvor eine Tour gegen Südafrika, Pakistan eine Tour gegen Sri Lanka und für Australien war es der erste Wettbewerb der Saison.

## Format
In einer Vorrunde spielte jede Mannschaft gegen jede zwei Mal. Für einen Sieg gibt es zwei, für ein Unentschieden oder No Result 1 Punkt.

## Stadion
Die folgenden Stadien wurden für das Turnier ausgewählt.
| Stadion                    | Stadt        | Kapazität | Spiele        |
| -------------------------- | ------------ | --------- | ------------- |
| Bready Cricket Club Ground | Magheramason | 3.000     | 1. – 6. Spiel |

## Kaderlisten
Pakistan benannte seinen Kader am 31. Mai 2022.
| WTwenty20 | WTwenty20 | WTwenty20 | WTwenty20 |
| Irland | Australien | Pakistan |           |
| --- | --- | --- | --------- |
| - Laura Delany (K) - Ava Canning - Rachel Delaney - Georgina Dempsey - Amy Hunter - Shauna Kavanagh - Arlene Kelly - Gaby Lewis - Sophie MacMahon - Jane Maguire - Cara Murray - Leah Paul - Orla Prendergast - Rebecca Stokell - Mary Waldron | - Meg Lanning (K) - Rachael Haynes (VK) - Darcie Brown - Nicola Carey - Ashleigh Gardner - Heather Graham - Grace Harris - Alyssa Healy - Jess Jonassen - Alana King - Tahlia McGrath - Beth Mooney - Ellyse Perry - Megan Schutt - Annabel Sutherland - Amanda-Jade Wellington | - Bismah Maroof (K) - Muneeba Ali (wk) - Anam Amin - Aiman Anwer - Diana Baig - Nida Dar - Gull Feroza (wk) - Tuba Hassan - Kainat Imtiaz - Sadia Iqbal - Iram Javed - Ayesha Naseem - Aliya Riaz - Fatima Sana - Omaima Sohail |           |

## Spiele
Tabelle
| Teams      | Sp. | S | N | U | R | NR | Punkte | NRR    |
| ---------- | --- | - | - | - | - | -- | ------ | ------ |
| Australien | 4   | 2 | 0 | 0 | 0 | 2  | 6      | +3.230 |
| Pakistan   | 4   | 1 | 0 | 0 | 0 | 3  | 5      | +0.929 |
| Irland     | 4   | 0 | 3 | 0 | 0 | 1  | 1      | –2.561 |

Sieg: 2 Punkte; Remis: 1 Punkte
Spiele
| 16. Juli Scorecard | Magheramason | Pakistan 56-6 (8) | – | Australien |
|                    |              | No Result         |   |            |

Pakistan gewann den Münzwurf und entschied sich als Schlagmannschaft zu beginnen. Das Spiel musste auf Grund von Regenfällen abgebrochen werden.
| 17. Juli Scorecard | Magheramason | Irland 99-8 (20)                 | – | Australien 103-1 (12.5) |
|                    |              | Australien gewinnt mit 9 Wickets |   |                         |

Australien gewann den Münzwurf und entschied sich als Feldmannschaft zu beginnen. Als Spielerin des Spiels wurde Alana King ausgezeichnet.
| 19. Juli Scorecard | Magheramason | Pakistan 92-5 (14/14)                     | – | Irland 83-6 (14/14) |
|                    |              | Pakistan gewinnt mit 13 Runs (D/L method) |   |                     |

Pakistan gewann den Münzwurf und entschied sich als Schlagmannschaft zu beginnen. Als Spielerin des Spiels wurde Nida Dar ausgezeichnet.
| 21. Juli Scorecard | Magheramason | Australien 182-4 (20)          | – | Irland 119-7 (20) |
|                    |              | Australien gewinnt mit 63 Runs |   |                   |

Irland gewann den Münzwurf und entschied sich als Feldmannschaft zu beginnen. Als Spielerin des Spiels wurde Thalia McGrath ausgezeichnet.
| 23. Juli Scorecard | Magheramason | Pakistan 94-8 (20) | – | Australien 28-0 (4.2) |
|                    |              | No Result          |   |                       |

Pakistan gewann den Münzwurf und entschied sich als Schlagmannschaft zu beginnen. Das Spiel musste auf Grund von Regenfällen abgebrochen werden.
| 24. Juli Scorecard | Magheramason | Irland   | – | Pakistan |
|                    |              | Abgesagt |   |          |

Das Spiel wurde auf Grund von Regenfällen abgesagt.